# Mark Phillips
Mark Anthony Peter Phillips, né le 22 septembre 1948 à Tetbury, est un ancien officier de l'armée britannique, un cavalier de concours complet d'équitation et un champion olympique.
Il est le premier époux de la princesse Anne du Royaume-Uni.

## Biographie
Le capitaine Mark Anthony Peter Phillips, né le 22 septembre 1948, est l'unique fils du major Peter William Garside Phillips et d'Anne Patricia Tiarks.
Le 14 novembre 1973, il épouse la princesse Anne du Royaume-Uni, fille de la reine Élisabeth II. Deux enfants sont issus de cette union :
- Peter Phillips (né le 15 novembre 1977), qui épouse le 17 mai 2008 Autumn Kelly, dont il divorce le 14 juin 2021 ;
- Zara Phillips (née le 15 mai 1981), qui épouse le 30 juillet 2011 Mike Tindall.

Mark Phillips refusa la pairie que lui offrit la reine en guise de « cadeau de mariage » et ne sera donc jamais anobli. C'est pourquoi les enfants du couple, Peter et Zara, ainsi que leur descendance, ne sont pas Lord ou Lady, bien qu'ils figurent dans l'ordre de succession pour le trône britannique, après leurs cousins et cousines.
Le capitaine Mark Phillips est nommé, le 15 août 1974, commandeur dans l’ordre royal de Victoria (CVO),.
En août 1985, il devient le père d'une fille prénommée Felicity, issue d'une liaison extra-conjugale avec une professeure d'art néo-zélandaise nommée Heather Tonkin. Cette paternité fut confirmée par des tests ADN en 1991. Cette affaire entraînera son divorce d'avec la princesse Anne le 28 avril 1992.
Le 1er février 1997, il épouse Sandy Pflueger, une cavalière olympique américaine de dressage. Ils ont une fille, Stephanie, née le 2 octobre 1997. Le 3 mai 2012, les avocats de Mark Phillips ont confirmé que le couple s'était séparé avant de divorcer.
Il est grand-père de cinq petits-enfants : Savannah Phillips (née le 29 décembre 2010), Isla Phillips (née le 29 mars 2012), Mia Tindall (née le 17 janvier 2014), Lena Tindall (née le 18 juin 2018) et Lucas Tindall (né le 21 mars 2021). Il est également le grand-père de James Wade (né en 2017), fils de Felicity Tonkin et du joueur de polo anglais Tristan Wade.

## Dans la culture populaire
Dans la quatrième saison de la série télévisée The Crown, son rôle est interprété par Geoff Breton (en).

### Liens externes

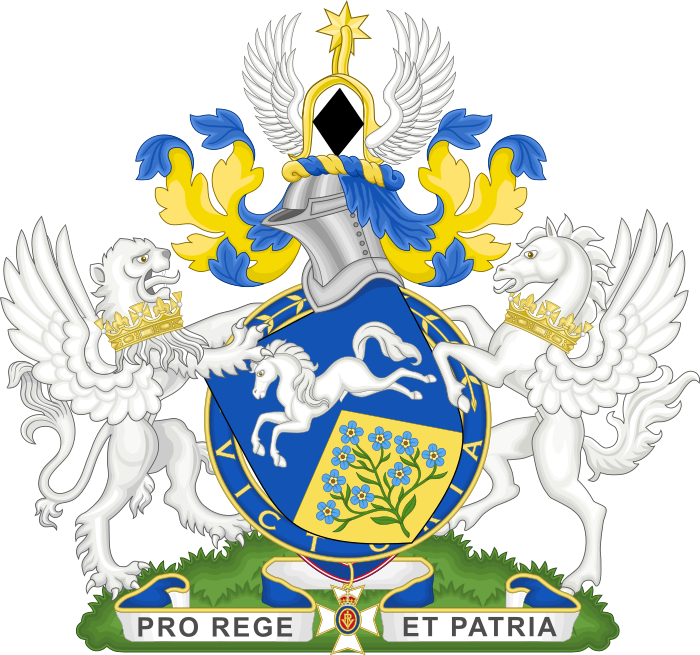
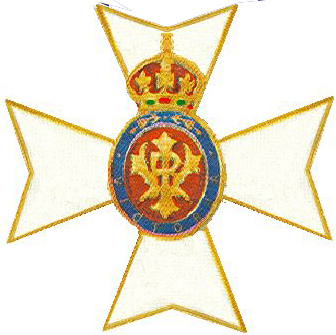